# Németh József (eszperantista)
Németh József (Szombathely, 1960. április 28.) pedagógus, eszperantista, az Internacia Pedagogia Revuo főszerkesztője. Marcaltőn (Magyarország) él. Az Eszperantó Pedagógusok Magyarországi Egyesületének elnöke.

## Életútja
Könyvtárosként és általános iskolai matematikatanárként diplomázott 1983-ban. Pápai városi könyvtárában dolgozott (1983-85) között, és a pedagógusok helyi művelődési házát vezette (1987-89).  
1985 óta egy általános iskolában dolgozik, ahol 10-14 éves gyerekeket tanít. 1994-ben német nyelvvizsgát szerzett, és még ugyanebben az évben eszperantó tanárként végzett a szombathelyi pedagógiai főiskolán. 2000-ben kitüntetéssel végzett a Veszprémi Egyetemen számítástechnika szakán. 2006-ban ugyanott kapott oklevelet, mint pedagógiai mérés és értékelési szaktanár.  
Jelenleg informatika tanárként dolgozik egy általános iskolában. 2014-ben a Nemzeti Pedagógus Kar regionális képviselőjévé választották, és bekerült a szervezet megyei elnökségébe is. 

### Eszperantó tevékenysége
Eszperantót tanított 1980 és 1995 között. Kezdetben felnőtteknek, majd 1985 és 1995 között általános iskolásoknak is. 1989 és 1994 között iskolájában kb. 70 gyermek megtanulta az eszperantót első idegen nyelvként. 10 év alatt tanítványai kb. 40 országos versenyen vettek részt és több mint egy tucat első helyet szereztek meg. Később a nehéz körülmények és a motiváció elvesztése miatt felhagyott az eszperantó tanításával az iskolában. Eszperantó tevékenysége jelenleg csak az ILEI-hez, valamint az E-magazinok és honlapok szerkesztéséhez kapcsolódik.

## Fordítás
- Ez a szócikk részben vagy egészben  a   Jozefo Németh című eszperantó Wikipédia-szócikk ezen változatának fordításán alapul.  Az eredeti cikk szerkesztőit annak laptörténete sorolja fel. Ez a jelzés csupán a megfogalmazás eredetét és a szerzői jogokat jelzi, nem szolgál a cikkben szereplő információk forrásmegjelöléseként.